# Ioan Stanomir
Ioan Stanomir (n. 13 mai 1973, Focșani, județul Vrancea) este un critic literar, publicist și politolog român contemporan.
Este profesor universitar la Facultatea de Științe Politice a Universității din București.

## Educație
în 1991 a absolvit liceul Gheorghe Lazăr din București iar în anul 1995 a absolvit Facultatea de drept, în cadrul Universității București. În anul 2000, Ioan Stanomir absolvea o a doua facultate, tot în cadrul Universității București, la facultatea de litere, secția română-engleză, specializarea engleză americană.  În noiembrie 2002 devine doctor în drept, la Universitatea București, cu o teză dedicată evoluției limbajului constituțional în Principatele Române până la 1866, redactată sub coordonarea științifică a prof. dr. Nicolae Popa.

## Domenii de interes și cercetare
Profesorul Ioan Stanomir a dezvoltat proiecte de cercetare în următoarele domenii:
- constituționalism comparat;
- istoria ideilor politice (conservatorism);
- studii culturale pe intervalul comunist.

## Parcurs profesional
- în luna februarie 1996 este angajat  prin concurs al Facultății de științe politice, din cadrul Universității București, în calitate de preparator;
- în 16 februarie 1998 devine asistent universitar;
- în 1 octombrie 2001 devine lector universitar în cadrul Facultății de științe politice;
- în luna octombrie 2003 devine conferențiar universitar;
- în octombrie 2006 devine profesor universitar;
- în perioada iunie 2008 - ianuarie 2009, devine Președinte al Comisiei Prezidențiale de analiză a regimului politic și constituțional din România;
- în perioada 1 martie 2010 - 23 mai 2012, a fost președinte executiv al Institutului de Investigare a Crimelor Comunismului și Memoria Exilului Românesc.

## Lucrări publicate în colaborare
- În colaborare cu Ion Manolescu, Angelo Mitchievici și Paul Cernat:
  - În căutarea comunismului pierdut (Editura Paralela 45, 2001) ISBN 973-593-490-6
  - O lume disparută. Patru istorii personale urmate de un dialog cu H.-R. Patapievici (Polirom, 2004)
  - Explorări în comunismul românesc vol.1 (Polirom, 2004) ISBN 973-681-817-9 și vol.2 (Polirom, 2005) ISBN 973-46-0102-4
  - Explorări în comunismul românesc vol. III (Polirom, 2008), Paul Cernat, Angelo Mitchievici, Ioan Stanomir.
  - Limitele Constituției. Despre guvernare, politică și cetățenie în România. Radu Carp, Ioan Stanomir (CH Beck 2008).
- Angelo Mitchievici, Ioan Stanomir, „Teodoreanu reloaded” (Editura Art, București, 2011).[3]

## Lucrări individuale
- Reacțiune și conservatorism, Editura Nemira, 2000
- De la pravilă la Constituție, Nemira, 2002
- Conștiința conservatoare Nemira, 2004
- Libertate, lege si drept. O istorie a constituționalismului românesc, Editura Polirom, 2005
- Spiritul conservator - De la Barbu Catargiu la Nicolae Iorga, Curtea Veche, 2008
- Eminescu - Traditia ca profetie politica, Bastion, 2008.
- Junimismul si pasiunea moderatiei, Humanitas, 2013.
- La centenar: recitind secolul României Mari, Humanitas, 2018.

## Antologator
- A fi conservator, antologie, comentarii și bibliografie de Ioan Stanomir si Laurentiu Vlad, Editura Meridiane, Bucuresti, 2002
- Nașterea Constituției, antologie, comentarii și bibliografie Radu Carp, Ioan Stanomir, Laurentiu Vlad, Nemira, 2004

## Blog
Contributor pe site-ul lapunkt.ro unde abordează teme istorice și politice.